# Snofru

Snofru (? - 2589. pr. Kr.) je bio 1. faraon 4. dinastije. Vladao je od 2613. pr. Kr. do 2589. pr. Kr., iako ima onih koji mu pridaju mnogo dužu vladavinu. Imao je mnogo djece, te je dao sagraditi barem dvije piramide, ako ne i tri.

## Etimologija
Snofruovo ime, koje se također piše i Snefru, Sneferu ili Seneferu, znači "učiniti lijepim". Svećenik Maneton ga naziva Sor(is). Snofruovo Horus ime je bilo Nebmaat – "Gospodar reda", a nebti ime mu je bilo Nebmaatnebti – "Dvije dame, Gospodar reda", što je aluzija na božice koje štite kralja.

## Životopis
Huni, zadnji vladar 3. dinastije, prvo je oženio Džefatnebti, koja je bila njegova glavna žena. S njom je imao kćer Heteferes I. Zatim je oženio drugu ženu, Meresank I., i ona mu je rodila Snofrua.
Snofru je oženio nepoznatu ženu, još dok je bio krunski princ, te je s njom imao četiri sina – Nefermaata, Rahotepa, Ranefera i jednog kojem je ime nepoznato.
Kad je Huni umro, Snofru je postao novi faraon, te je utemeljio 4. dinastiju. To potvrđuje tekst na papirusu iz Srednjeg kraljevstva, otkriven 1856. Snofru je oženio svoju polusestru Heteferes kako bi postao zakoniti vladar, jer je bio rođen od manje faraonove žene. U Egiptu je bio običaj da vlada muškarac, ali se za kraljevsku krv smatralo da se nalazi u ženama, te da ju jedino žene prenose na faraonovu djecu. Heteferes je sa Snofruom imala dvoje djece – princezu nazvanu po sebi i sina Kufua.
Snofru je nakon Heteferes oženio još jednu nepoznatu ženu, te se zna da je s njom bio otac Kanefera i Ankafa.
Snofruova je vladavina obilježena izgradnjom piramida. 
Snofru je najvjerojatnije pokopan u Crvenoj piramidi u Dašuru, jer je tamo pronađena mumija muškarca srednjih godina. Ipak, nikad nije dokazano da je to Snofru. 
Snofrua je naslijedio jedan od njegovih mlađih sinova, Kufu (Keops), koji je za razliku od svoje polubraće, bio čiste kraljevske krvi te tako zakoniti vladar čim je Snofru umro.

## Vladavina

### Izgradnja piramida
Smatra se da je prvo Snofruovo djelo piramida u Meidumu. Ipak, moguće je da je izgradnju naredio Huni, Snofruov otac, a Snofru je dovršio piramidu. Piramida nije pravo geometrijsko tijelo, već je bila stepenasta. Isprva je bilo sedam stepenica, ali se piramida tijekom stoljeća urušila. U Meidumu je pronađen kip pisara Henke.
Sljedeća piramida izgrađena za Snofrua je Savijena piramida u Dašuru. Čini se da je tijekom izgradnje piramide došlo do pogreške i piramida nije ispala kako treba. Unatoč tomu, piramida je dovršena, ali nikad nije poslužila svojoj svrsi – da bude kraljevska grobnica koja će čuvati kraljevo tijelo i blago zauvijek. 
Snofru je želio savršenu piramidu te je zato naredio izgradnju još jedne. I ta je podignuta u Dašuru, a nazvana je Crvenom piramidom. Ona je napravljena onakvom kakva i treba biti. Pretpostavlja se da je Snofru u njoj pokopan, jer je tamo nađena mumija. Ovo je prva prava piramida koja je u Egiptu ikad sagrađena. 

### Veze sa stranim zemljama
Usprkos izgradnji spomenika, relativno malo se zna o Snofruovoj vladavini. Od natpisa na Kamenu iz Palerma je jasno da su Egipćani već bili počeli uvoziti kvalitetno drvo iz drugih zemalja, te natpis navodi kako je kralj Snofru poslao četrdeset brodova da dobave cedar iz Libanona. Također se zna da je gradio brodove kako bi prevozio robu i vojsku na mjesta kao što su Sinaj, Nubija i Libija. Na Sinaju je poslije smatran božanstvom, gdje su ga štovali rudari.

### Religija
U Snofruovo vrijeme jača kult boga Sunca Raa, te je Raovo ime često korišteno. Počeo se jače štovati i Oziris. 

### Osobnost
Snofru je bio zapamćen kao dobar, pravedan i mudar vladar, za razliku od svog sina Kufua. Drevna literatura ga spominje kao dobrog i ljubaznog čovjeka koji je obične Egipćane zvao "svojom braćom" ili "svojim prijateljima".

## Obitelj
Snofru je imao mnogo potomaka, te svi faraoni 4. dinastije potječu od njega. 
S prvom ženom, Snofru je imao nepoznatog sina, zatim Nefermaata, Rahotepa i Ranefera. Sa svojom polusestrom je bio otac princeze Heteferes i Khufua, svog nasljednika, dok je s trećom ženom imao Kanefera i Ankhafa. 
Ostala Snofruova djeca su bila Nečeraperef, Ijnefer, Nefertkau A, Nefertnesu, Meritites I. i Henutsen. 
Snofru je svojoj djeci davao imena koja obično sadrže riječ nefer ("ljepota") i imena bogova. Svoje je sinove uzdigao na visoke političke položaje. Sve svoje sinove koje je imao s prvom ženom je nadživio.
Nefertkauin sin Nefermaat, Snofruov unuk, nazvao je svog sina Snofrukaf.

## U literaturi
Snofru je bio dosta popularan lik u egipatskoj literaturi.

### Kufu i čarobnjaci
Kufu i čarobnjaci je priča iz drevnog Egipta, napisana na papirusu kojeg je otkrio Henry Westcar 1839. U priči, Kufu, Snofruov sin, okupio je oko sebe svoje sinove, koji ga zabavljaju pričajući priče. Princ Baufra, Snofruov unuk, ispriča priču o svom djedu Snofruu:
Snofruu je jednom bilo jako dosadno. Zato je k sebi pozvao svećenika i čarobnjaka, Džadžaemanka, da ga zabavi. Svećenik mu je rekao neka sakupi prekrasne žene iz harema, te se zabavi s njima. Snofru zatim naredi da mu donesu dvadeset vesala od ebanovine, te da skupe "dvadeset žena prekrasnih tijela i grudiju i kose koje još nisu rodile". Dvadeset je djevica veslalo, a Snofru i njegov čarobnjak su bili na brodu koji je plovio jezerom i uživali. Nažalost, jednoj je ženi ispao ukras od zlata i tirkiza, u obliku ribe, te pao u vodu, što je rastužilo ženu, koja je prestala veslati. Snofru je vidio njezinu tugu te je naredio čarobnjaku da učini nešto. Čarobnjak upotrijebi sve svoje moći i rastvori jezero, te izvuče ukras. Cijeli je dan Snofru proveo kao blagdan te je darivao svog čarobnjaka. 
Nakon što je čuo Baufraovu priču, Kufu je prinio žrtve svom ocu i njegovom čarobnjaku. Dalje se tekst na papirusu nastavlja s pričanjem drugih priča. 
U priči se spominje i čarobnjak Džedi, čiji je lik vjerojatno inspiriran pravim Džedijem, koji je bio Snofruov unuk. Također, čarobnjak iz Baufraove priče je bio stvarna osoba.

### Nefertijevo proročanstvo
Drevni tekst zvan Nefertijevo proročanstvo, napisan tijekom 12. dinastije, također spominje Snofrua. 
U priči, Snofru poziva Nefertija, Bastetinog svećenika i proroka, koji ga upita želi li da mu kaže nešto o prošlosti ili budućnosti. Snofruova mudrost izražena je u njegovoj odluci - on odabire budućnost. Neferti predviđa dolazak kaosa u Egipat, ali na kraju proriče da će doći novi kralj, Ameni, koji će obnoviti mir i red. 
Ovaj je tekst zapravo prava politička propaganda, jer se ime Ameni odnosi na faraona Amonemhata I., čije se ime skraćeno piše Ameni (Amoni).